# Луїза Куеста
Марія Луїза Куеста Віла (26 травня 1920, Соріано, департамент Соріано, Уругвай — 21 листопада 2018, Монтевідео, Уругвай) — уругвайська правозахисниця. Вона присвятила себе розшуку зниклих затриманих під час уругвайської військової диктатури. Її син Небіо Мело Куеста безслідно зник у період військової диктатури і вважається зниклим безвісти до сьогодні.

## Життєпис
Луїза Куеста народилася 1920 року в Соріано, де працювала в майстерні до червня 1973 року. Потім була ув'язнена і перебувала у в'язниці з 28 червня 1973 року до 31 січня 1974 року в батальйоні піхоти № 5.
Її син Небіо Мело Куеста з дружиною та донькою під час уругвайської диктатури 1973—1985 років поїхав у вигнання до Аргентини. У 1976 році Небіо викрали без жодного повідомлення про його можливе перебування. Луїза Куеста почала пошуки свого сина.
Куеста емігрувала до Нідерландів зі всією родиною в 1977 році. Вона повернулася в 1985 році після закінчення режиму і проведення нових демократичних виборів. Наступного року була утворена група «Матері та родина уругвайців, затриманих зниклих» (англ. Family of Uruguayans Detained Disappeared was formed).

## Увіковічння пам'яті
30 серпня 2013 року університет Республіки присвоїв їй звання доктора Гоноріса Кауза за внесок у формування цінностей та захист прав людини.
7 березня 2014 року в рамках Міжнародного жіночого дня Уругвайське поштове відділення видало марку на знак пам'яті Луїзі Куесті за збереження її образу в пам'яті уругвайського суспільства.
20 квітня 2015 року муніципалітет Монтевідео своєю постановою № 1694/15 ухвалив рішення встановити пам'ятну табличку на честь Луїзи Куесту на приміщенні Громадянського центру муніципалітету D, який розташований у колишній поліклініці Казавалле.